# Nati il 30 marzo
| Questa pagina contiene informazioni ricavate automaticamente dalle voci biografiche con l'ausilio del template Bio e di un bot. L'aggiornamento è periodico e automatico e ricostruisce completamente la pagina. Se manca una persona in questa lista, sei pregato di non aggiungerla, ma accertati piuttosto che la sua voce biografica contenga il template Bio e che i dati anagrafici siano correttamente compilati. Se il template Bio manca, inseriscilo tu stesso o, in alternativa, metti l'avviso {{tmp\|Bio}} che ne segnala la mancanza. Se i dati riportati sono sbagliati, correggi direttamente la voce biografica; le modifiche saranno visibili in questa lista entro pochi giorni. Per chiarimenti vedi il progetto biografie. La lista contiene solo le 1.139 persone che sono citate nell'enciclopedia e per le quali è stato implementato correttamente il template Bio. Pagina aggiornata al 17 ago 2025. |

## XI secolo(1)
- 1052 - Giovanni Baldesio, politico italiano († 1128)

## XII secolo(1)
- 1135 - Mosè Maimonide, filosofo, rabbino e medico († 1204)

## XIV secolo(1)
- 1326 - Ivan II di Russia, principe russo († 1359)

## XV secolo(2)
- 1432 - Maometto II, sultano ottomano († 1481)
- 1468 - Diego García de Paredes, militare spagnolo († 1534)

## XVI secolo(5)
- 1510 - Antonio de Cabezón, compositore spagnolo († 1566)
- 1528 - Matteo Priuli, vescovo cattolico italiano († 1595)
- 1542 - Jacob III Fugger, banchiere, mercante e nobile tedesco († 1598)
- 1568 - Henry Wotton, scrittore, poeta e diplomatico inglese († 1639)
- 1598 - Urbain de Maillé-Brézé, francese († 1650)

## XVII secolo(18)
- 1606 - Vincenzo Renieri, religioso, astronomo e matematico italiano († 1647)
- 1614 - Antonio Bichi, cardinale e vescovo cattolico italiano († 1691)
- 1624 - Pier Francesco Gianoli, pittore italiano († 1692)
- 1626 - Atto Melani, diplomatico, scrittore e cantante castrato italiano († 1714)
- 1631 - Alessandro II Pico della Mirandola, nobile e militare italiano († 1691)
- 1633 - Miron Costin, politico e storico moldavo († 1691)
- 1633 - Federico II d'Assia-Homburg, nobile tedesco († 1708)
- 1637 - Samuel Pitiscus, umanista olandese († 1727)
- 1644 - Johann Christoph von Naumann, ingegnere, architetto e militare tedesco († 1742)
- 1646 - Bernardino Castelli, scultore e intagliatore italiano († 1725)
- 1646 - Robert De Longe, pittore fiammingo († 1709)
- 1668 - Giuseppe Ignazio D'Arcour, nobile italiano († 1727)
- 1671 - Cristina Luisa di Oettingen-Oettingen, duchessa († 1747)
- 1673 - Louis d'Aubusson de la Feuillade, generale francese († 1725)
- 1680 - Angelo Maria Querini, cardinale, arcivescovo cattolico e letterato italiano († 1755)
- 1681 - Pieter Snijers, pittore fiammingo († 1752)
- 1696 - Giovanni Marchiori, scultore e intagliatore italiano († 1778)
- 1700 - Thomas Pichon, agente segreto e scrittore francese († 1781)

## XVIII secolo(37)
- 1706 - Tommaso Struzzieri, vescovo cattolico italiano († 1780)
- 1707 - Natale Dalle Laste, poeta e latinista italiano († 1792)
- 1726 - Giovanni Battista Nicolai, matematico e presbitero italiano († 1793)
- 1727 - Tommaso Traetta, compositore italiano († 1779)
- 1732 - Fedele Fischetti, pittore italiano († 1792)
- 1739 - Dominik Andreas von Kaunitz-Rietberg-Questenberg, diplomatico e politico austriaco († 1812)
- 1741 - Justin Bonaventure Morard de Galles, ammiraglio francese († 1809)
- 1742 - Giuseppe Ceccarini, pittore italiano († 1811)
- 1743 - Diego Giuseppe da Cadice, presbitero spagnolo († 1801)
- 1744 - Louis d'Ussieux, scrittore, storico e giornalista francese († 1805)
- 1745 - Antonio Despuig y Dameto, cardinale spagnolo († 1813)
- 1746 - Francisco Goya, pittore e incisore spagnolo († 1828)
- 1747 - Carlo Andrea Pelagallo, cardinale e vescovo cattolico italiano († 1822)
- 1749 - Tiberio Cavallo, fisico italiano († 1809)
- 1750 - John Stafford Smith, compositore, organista e musicologo britannico († 1836)
- 1753 - Nikolaj Sergeevič Volkonskij, generale e ambasciatore russo († 1821)
- 1754 - Jean-François Pilâtre de Rozier, aviatore e chimico francese († 1785)
- 1756 - Juan Antonio Llorente, storico e politico spagnolo († 1823)
- 1757 - Sophie von Fersen, nobildonna svedese († 1816)
- 1762 - John Campbell, I marchese di Breadalbane, nobile e militare scozzese († 1834)
- 1772 - Tommaso Antonio Gigli, vescovo cattolico italiano († 1865)
- 1775 - Hieronymus von Colloredo-Mansfeld, generale austriaco († 1822)
- 1777 - Johann Nepomuk Schaller, scultore austriaco († 1842)
- 1777 - Heinrich Rudolf Schinz, medico e naturalista svizzero († 1861)
- 1780 - Carlo Catinelli, militare, politico e saggista italiano († 1869)
- 1783 - Antonio Benci, scrittore, traduttore e storico italiano († 1843)
- 1785 - Henry Hardinge, I visconte Hardinge, generale britannico († 1856)
- 1785 - Giacomo Tazzini, architetto e ingegnere italiano († 1861)
- 1788 - Amedeo Ravina, poeta, patriota e politico italiano († 1857)
- 1788 - Giuseppe Sanguettola, vescovo cattolico italiano († 1854)
- 1789 - Grégoire Louis Domeny de Rienzi, geografo e esploratore francese († 1843)
- 1792 - Gioacchino Taddei, chimico, medico e politico italiano († 1860)
- 1793 - Juan Manuel de Rosas, militare argentino († 1877)
- 1795 - Nicolò Biscaccia, letterato, storico e scrittore italiano († 1876)
- 1798 - Luise Hensel, poetessa e insegnante tedesca († 1876)
- 1799 - Berndt Godenhjelm, pittore finlandese († 1881)
- 1800 - Giuseppe Molteni, pittore, restauratore e museologo italiano († 1867)

## XIX secolo(152)
- 1801 - Johann Baptist Lüft, teologo tedesco († 1870)
- 1802 - Luigi Randanini, commediografo italiano († 1866)
- 1802 - Rudolf Kinsky von Wchinitz und Tettau, principe († 1836)
- 1803 - Raffaele de Franco, vescovo cattolico italiano († 1883)
- 1805 - Samuele Alatri, imprenditore, patriota e politico italiano († 1889)
- 1806 - Jules-Marie Ladreit de Lacharrière, generale francese († 1870)
- 1807 - Diego de León, generale spagnolo († 1841)
- 1807 - Giovanni Livraghi, patriota italiano († 1849)
- 1811 - Pier Angelo Fiorentino, drammaturgo, giornalista e poeta italiano († 1864)
- 1813 - Friedrich Bürklein, architetto tedesco († 1872)
- 1813 - Henri Espivent de la Villesboisnet, militare francese († 1908)
- 1814 - Domenico Turano, vescovo cattolico italiano († 1885)
- 1816 - Moritz Steinschneider, ebraista e bibliografo ceco († 1907)
- 1818 - Francesco Guglianetti, politico italiano († 1872)
- 1818 - Friedrich Wilhelm Raiffeisen, politico tedesco († 1888)
- 1819 - Charles FitzGerald, IV duca di Leinster, nobile e politico irlandese († 1887)
- 1819 - Bartholomew Woodlock, vescovo cattolico e filosofo irlandese († 1902)
- 1820 - Anna Sewell, scrittrice inglese († 1878)
- 1820 - Andrej Sládkovič, poeta, critico letterario e traduttore slovacco († 1872)
- 1821 - François-Léon Benouville, pittore francese († 1859)
- 1821 - Nicola Sole, patriota e poeta italiano († 1859)
- 1829 - Luigi Pallotti, cardinale italiano († 1890)
- 1830 - Julius Bahnsen, filosofo tedesco († 1881)
- 1830 - Maria Klementyna Sanguszko, nobildonna polacca († 1903)
- 1832 - Emilio Castelli, militare, diplomatico e politico italiano († 1919)
- 1833 - Charles Horton Peck, micologo e botanico statunitense († 1917)
- 1839 - Luigi Giacomelli, religioso italiano († 1926)
- 1839 - John Seymour Keay, politico e imprenditore scozzese († 1909)
- 1840 - Charles Booth, sociologo britannico († 1916)
- 1842 - John Fiske, filosofo e storico statunitense († 1901)
- 1844 - Paul Verlaine, poeta francese († 1896)
- 1845 - Federico Tonetti, storico italiano († 1911)
- 1847 - Pietro Musone, compositore italiano († 1879)
- 1848 - Carlo Maria di Borbone-Spagna, nobile († 1909)
- 1848 - Carlo Dell'Acqua, politico e imprenditore italiano († 1918)
- 1848 - Ödön Rádl, giurista e scrittore rumeno († 1916)
- 1849 - Osip Vasil'evič Aptekman, scrittore e rivoluzionario russo († 1926)
- 1850 - Albert von Ettingshausen, fisico tedesco († 1932)
- 1852 - Teresa di Oldenburg, duchessa († 1883)
- 1853 - Carlo del Balzo, scrittore e politico italiano († 1908)
- 1853 - Vincent van Gogh, pittore olandese († 1890)
- 1854 - Alfredo Ilg, ingegnere svizzero († 1916)
- 1854 - Hermann Kövess, generale austro-ungarico († 1924)
- 1854 - Shankarrao Chimnajirao Gandekar, principe indiano († 1922)
- 1856 - Dora Hitz, pittrice tedesca († 1924)
- 1856 - Charles Waldstein, archeologo e tiratore a segno statunitense († 1927)
- 1857 - Léon Charles Thévenin, ingegnere francese († 1926)
- 1857 - Gabriela Zapolska, scrittrice, naturalista e attrice polacca († 1921)
- 1858 - Siegfried Alkan, compositore tedesco († 1941)
- 1858 - DeWolf Hopper, attore, cantante e comico statunitense († 1935)
- 1859 - Antonio Scano, politico italiano († 1945)
- 1860 - Heinrich Lahmann, medico tedesco († 1905)
- 1862 - Umberto Benigni, presbitero, storico e giornalista italiano († 1934)
- 1862 - Juana María Condesa Lluch, religiosa spagnola († 1916)
- 1862 - Victorin-Hippolyte Jasset, regista e sceneggiatore francese († 1913)
- 1862 - Leonard James Rogers, matematico britannico († 1933)
- 1863 - Joseph Caillaux, politico francese († 1944)
- 1863 - Mary Whiton Calkins, psicologa e filosofa statunitense († 1930)
- 1864 - John Montagu Douglas Scott, VII duca di Buccleuch, nobile e politico scozzese († 1935)
- 1864 - Franz Oppenheimer, economista, sociologo e medico tedesco († 1943)
- 1865 - Guido Maria Conforti, arcivescovo cattolico italiano († 1931)
- 1865 - Heinrich Rubens, fisico tedesco († 1922)
- 1866 - Ernesto Pirovano, architetto italiano († 1934)
- 1867 - Paul Davidson, produttore cinematografico e imprenditore tedesco († 1927)
- 1867 - Abel Faivre, pittore, litografo e illustratore francese († 1945)
- 1867 - Arturo Farinelli, critico letterario e germanista italiano († 1948)
- 1868 - Koloman Moser, pittore, designer e decoratore austriaco († 1918)
- 1869 - Leonard Nicolaas de Jong, compositore di scacchi olandese († 1937)
- 1872 - Misia Sert, pianista e modella russa († 1950)
- 1872 - Sergej Nikiforovič Vasilenko, compositore russo († 1956)
- 1873 - Giuseppe Segre, imprenditore italiano († 1944)
- 1873 - Daniele de Strobel, pittore italiano († 1942)
- 1874 - Rodolfo Crespi, imprenditore italiano († 1939)
- 1874 - Charles Lightoller, marinaio britannico († 1952)
- 1874 - Ronald MacDonald, maratoneta canadese († 1947)
- 1874 - Josiah McCracken, pesista, martellista e discobolo statunitense († 1962)
- 1874 - Nicolae Rădescu, politico e generale rumeno († 1953)
- 1875 - Thomas Xenakis, ginnasta greco († 1942)
- 1877 - Giacomo Montanelli, arcivescovo cattolico italiano († 1944)
- 1878 - Harry Goodley, calciatore, arbitro di calcio e allenatore di calcio inglese († 1951)
- 1878 - Evelina Paoli, attrice italiana († 1972)
- 1878 - Dick Roberts, calciatore inglese († 1931)
- 1878 - Giuseppe Vidossi, linguista e glottologo italiano († 1969)
- 1879 - Constance Crawley, attrice, sceneggiatrice e regista inglese († 1919)
- 1879 - Bernhard Schmidt, ottico e astronomo tedesco († 1935)
- 1880 - Seán O'Casey, scrittore irlandese († 1964)
- 1880 - Walter Short, generale statunitense († 1949)
- 1880 - Roman Sitko, presbitero polacco († 1942)
- 1880 - Harcourt Williams, attore e regista inglese († 1957)
- 1882 - Emma Jung, psicologa svizzera († 1955)
- 1882 - Melanie Klein, psicoanalista austriaca († 1960)
- 1882 - Claude Payton, attore statunitense († 1955)
- 1882 - Vittorio Tur, ammiraglio italiano († 1969)
- 1883 - Riccardo Balocco, generale italiano († 1964)
- 1884 - Billy Bradshaw, calciatore e allenatore di calcio inglese († 1955)
- 1884 - Alec Craig, attore inglese († 1945)
- 1884 - Francesco Ercole, storico e politico italiano († 1945)
- 1884 - Jean Hervé, rugbista a 15 e attore francese († 1966)
- 1885 - Charles Poulenard, velocista francese († 1958)
- 1887 - Rudolf Keydell, filologo classico e bibliotecario tedesco († 1982)
- 1887 - Raniero Pasqui, tuffatore e disegnatore italiano († 1967)
- 1888 - Libero D'Orsi, archeologo italiano († 1977)
- 1888 - Julian Grenfell, poeta e militare britannico († 1915)
- 1888 - Anna Q. Nilsson, attrice svedese († 1974)
- 1888 - Salvatore Saponaro, scultore italiano († 1970)
- 1889 - Herman Bing, attore tedesco († 1947)
- 1889 - Jack Mew, calciatore inglese († 1963)
- 1889 - Taavi Tamminen, lottatore finlandese († 1967)
- 1889 - Ottorino Vannini, giurista italiano († 1953)
- 1890 - Norman Bethune, medico canadese († 1939)
- 1890 - Juliusz Kleeberg, generale polacco († 1970)
- 1890 - Nikolaj Kynin, calciatore russo († 1916)
- 1890 - Aleksej Maksimovič Smirnov, regista cinematografico russo († 1942)
- 1891 - Wilhelm Schneckenburger, generale tedesco († 1944)
- 1892 - Stefan Banach, matematico polacco († 1945)
- 1892 - Fortunato Depero, pittore, scultore e designer italiano († 1960)
- 1892 - Erhard Milch, generale tedesco († 1972)
- 1892 - Erwin Panofsky, storico dell'arte e saggista tedesco († 1968)
- 1892 - Johannes Pääsuke, fotografo, regista e direttore della fotografia estone († 1918)
- 1892 - Sidney Souers, militare e politico statunitense († 1973)
- 1893 - Dennis Hoey, attore britannico († 1960)
- 1894 - Roland Bainton, teologo inglese († 1984)
- 1894 - Tommy Green, marciatore britannico († 1975)
- 1894 - Sergej Vladimirovič Il'jušin, ingegnere sovietico († 1977)
- 1894 - Samson Raphaelson, sceneggiatore e commediografo statunitense († 1983)
- 1895 - Maria Benedetto, presbitero francese († 1990)
- 1895 - Nikolaj Aleksandrovič Bulganin, politico e militare sovietico († 1975)
- 1895 - Josef Bürckel, politico tedesco († 1944)
- 1895 - Jean Giono, scrittore, saggista e traduttore francese († 1970)
- 1895 - Aleksandr Kirillovič Ledaščev, regista cinematografico sovietico († 1945)
- 1895 - Carl Lutz, diplomatico svizzero († 1975)
- 1895 - Filippo Pellizzoni, calciatore italiano († 1935)
- 1895 - Viktor Aleksandrovič Turin, regista cinematografico russo († 1945)
- 1895 - Cy Weidenborner, hockeista su ghiaccio statunitense († 1983)
- 1896 - Grégoire Berg, calciatore francese († 1944)
- 1896 - Arthur Dorrell, calciatore e allenatore di calcio inglese († 1942)
- 1897 - Raymond Borderie, produttore cinematografico francese († 1982)
- 1897 - Vito Antonio Di Cagno, imprenditore e politico italiano († 1977)
- 1897 - Martin Hindorff, velista svedese († 1969)
- 1897 - Robert Riskin, sceneggiatore, regista e produttore cinematografico statunitense († 1955)
- 1897 - Alfredo Soressi, pittore e architetto italiano († 1982)
- 1897 - Renato Zecchi, calciatore italiano
- 1898 - Horace Brown, mezzofondista statunitense († 1983)
- 1898 - Gaetano Chiarini, politico italiano († 1953)
- 1898 - Angelo Fabbri, calciatore italiano
- 1898 - Joyce Carey, attrice inglese († 1993)
- 1899 - Sebastiano Craveri, fumettista e illustratore italiano († 1973)
- 1899 - Cyril Radcliffe, politico britannico († 1977)
- 1899 - Leandro Sorio, anarchico italiano († 1975)
- 1900 - Bruno Filippi, rivoluzionario e anarchico italiano († 1919)
- 1900 - María Moliner, archivista e bibliotecaria spagnola († 1981)
- 1900 - Santos Urdinarán, calciatore uruguaiano († 1979)

## XX secolo(897)
- 1901 - Ali Razmara, generale e politico iraniano († 1951)
- 1901 - Georges Chamarat, attore francese († 1982)
- 1901 - Aleksej Fëdorov, partigiano sovietico († 1989)
- 1902 - George Hay-Drummond, XIV conte di Kinnoull, nobile scozzese († 1938)
- 1902 - Ted Heath, musicista britannico († 1969)
- 1902 - Ferdinando Seriolo, calciatore italiano († 1970)
- 1903 - Michel Boucheron, rugbista a 15 e allenatore di rugby a 15 francese († 1940)
- 1904 - Alexandrina Maria da Costa, mistica portoghese († 1955)
- 1904 - Edgar P. Jacobs, fumettista belga († 1987)
- 1904 - Shin Matsushita, supercentenaria giapponese († 2019)
- 1904 - Pietro Scapinelli di Leguigno, aviatore e militare italiano († 1941)
- 1905 - Vittorio Bonello, calciatore e allenatore di calcio italiano († 1982)
- 1905 - Bruno Dugoni, calciatore italiano († 1959)
- 1905 - Ignazio Gardella, architetto, ingegnere e designer italiano († 1999)
- 1905 - Mikio Oda, triplista giapponese († 1998)
- 1906 - Raymond Bru, schermidore belga († 1989)
- 1906 - Erika Groth-Schmachtenberger, fotografa tedesca († 1992)
- 1906 - Gustaf Klarén, lottatore svedese († 1984)
- 1907 - Gelasio Adamoli, giornalista, politico e partigiano italiano († 1978)
- 1907 - Rudolf Karl Krause, pilota automobilistico tedesco († 1987)
- 1907 - Jan Krenz-Mikołajczak, canottiere polacco († 2002)
- 1908 - Kurt Caesar, giornalista, fumettista e illustratore tedesco († 1974)
- 1908 - Paul-Louis Carrière, vescovo cattolico francese († 2008)
- 1908 - Aristide Isotta, insegnante e scrittore svizzero († 1972)
- 1908 - Devika Rani, attrice indiana († 1994)
- 1909 - John A. Burns, politico statunitense († 1975)
- 1909 - Ernst Gombrich, storico dell'arte austriaco († 2001)
- 1909 - Eugenio Guarisco, calciatore italiano († 1983)
- 1909 - Ivo Lambertini, architetto italiano († 1990)
- 1909 - Ernesto Lino, calciatore italiano († 1990)
- 1909 - Yuan Muzhi, attore, regista e sceneggiatore cinese († 1978)
- 1910 - Peter Hirt, pilota di Formula 1 svizzero († 1992)
- 1911 - Ekrem Akurgal, archeologo turco († 2002)
- 1911 - Mary Heeley, tennista britannica († 2002)
- 1911 - Adolf Konto, velista finlandese († 1965)
- 1911 - Maurice Mertz, imprenditore e cestista francese († 1984)
- 1911 - Lester Stoefen, tennista statunitense († 1970)
- 1913 - Marc Davis, disegnatore statunitense († 2000)
- 1913 - Giancarlo Genesini, calciatore italiano († 1977)
- 1913 - Jacques Grippa, politico belga († 1991)
- 1913 - Jacobus Haring, compositore di scacchi olandese († 1989)
- 1913 - Richard Helms, funzionario statunitense († 2002)
- 1913 - Frankie Laine, cantante statunitense († 2007)
- 1913 - Rudolf Noack, calciatore tedesco († 1947)
- 1913 - Pietro Perotti, calciatore italiano
- 1913 - Ċensu Tabone, politico e medico maltese († 2012)
- 1913 - Karl Wienert, geofisico tedesco († 1992)
- 1914 - Charles Patrick Green, bobbista britannico († 1999)
- 1914 - Richard Kubus, calciatore tedesco († 1987)
- 1914 - Takimi Wakayama, pallanuotista giapponese († 1941)
- 1914 - Sonny Boy Williamson I, musicista statunitense († 1948)
- 1915 - Agostino Barbieri, pittore, scultore e scrittore italiano († 2006)
- 1915 - Pietro Bigerna, attore italiano († 1991)
- 1915 - Gino Colombini, architetto e designer italiano († 2011)
- 1915 - Arsenio Erico, calciatore paraguaiano († 1977)
- 1915 - Pietro Ingrao, politico, giornalista e partigiano italiano († 2015)
- 1915 - José Morales Berriguete, calciatore spagnolo († 1999)
- 1915 - Alberto Gaudêncio Ramos, arcivescovo cattolico brasiliano († 1991)
- 1915 - Francesc Sabaté Llopart, anarchico spagnolo († 1960)
- 1916 - Will Hare, attore statunitense († 1997)
- 1916 - Carlo Lotti, ingegnere italiano († 2013)
- 1916 - Carlo Tullio-Altan, antropologo, sociologo e filosofo italiano († 2005)
- 1917 - Herbert Anderson, attore statunitense († 1994)
- 1917 - Edmond Amran El Maleh, scrittore e attivista marocchino († 2010)
- 1917 - Osman Abdel Hafeez, schermidore egiziano († 1958)
- 1917 - Darina Laracy, giornalista irlandese († 2003)
- 1917 - Leonardo Savioli, architetto e pittore italiano († 1982)
- 1917 - Alec Stock, calciatore e allenatore di calcio inglese († 2001)
- 1918 - Roberto Cañedo, attore messicano († 1998)
- 1918 - Angelo Fioretti, canottiere italiano († 2001)
- 1918 - Franz Kaspirek, calciatore austriaco († 2008)
- 1918 - James Quigley, politico statunitense († 2011)
- 1919 - Ramsay Ames, attrice, cantante e ballerina statunitense († 1998)
- 1919 - McGeorge Bundy, politico e docente statunitense († 1996)
- 1919 - Henry Danton, ballerino britannico († 2022)
- 1919 - Ruggero Di Cuonzo, calciatore italiano
- 1919 - Ermanno Gindoli, ufficiale e partigiano italiano († 1945)
- 1919 - Ossie Schectman, cestista statunitense († 2013)
- 1920 - Hiroshi Akutagawa, attore giapponese († 1981)
- 1920 - Gigi Beccaria, cantante italiano († 2006)
- 1920 - Luigi Gatti, armonicista e cabarettista italiano († 2008)
- 1920 - Endre Győrfi, pallanuotista ungherese († 1992)
- 1920 - Daniel Koshland, biochimico statunitense († 2007)
- 1920 - Gioacchino Lauro, politico, armatore e dirigente sportivo italiano († 1970)
- 1921 - Nicola Bellisario, politico italiano († 2015)
- 1921 - Oto Ferenczy, compositore slovacco († 2000)
- 1921 - Pavol Hnilica, vescovo cattolico slovacco († 2006)
- 1921 - George Mountford, calciatore inglese († 1973)
- 1922 - Johnny Baldwin, pilota automobilistico statunitense († 2000)
- 1922 - Turhan Bey, attore austriaco († 2012)
- 1922 - János Hrotkó, calciatore e allenatore di calcio ungherese († 2005)
- 1922 - Virgilio Noè, cardinale e arcivescovo cattolico italiano († 2011)
- 1922 - Angelina Pirini, educatrice italiana († 1940)
- 1922 - Anne Pitoniak, attrice statunitense († 2007)
- 1922 - Arthur Wightman, fisico e matematico statunitense († 2013)
- 1923 - Bruno Mozzambani, calciatore italiano († 1974)
- 1923 - Francesco Pignatone, politico italiano († 2006)
- 1923 - Fernand Schammel, calciatore lussemburghese († 1961)
- 1924 - Corrado Beguinot, ingegnere e urbanista italiano († 2018)
- 1924 - Reidar Berg, bobbista norvegese († 2018)
- 1924 - Pierino Celetto, partigiano italiano († 1944)
- 1924 - Alan Davidson, scrittore e diplomatico britannico († 2003)
- 1925 - Pavel Osipovič Chomskij, regista sovietico († 2016)
- 1925 - Bernard Morel, schermidore francese († 2023)
- 1925 - Klaus Detlef Sierck, attore tedesco († 1944)
- 1926 - Álvaro Cepeda Samudio, scrittore, giornalista e regista colombiano († 1972)
- 1926 - Ingvar Kamprad, imprenditore svedese († 2018)
- 1926 - Peter Marshall, attore, cantante e conduttore televisivo statunitense († 2024)
- 1926 - Ray McAnally, attore irlandese († 1989)
- 1926 - Vojtech Mihálik, poeta, traduttore e politico slovacco († 2001)
- 1926 - Joaquim Pacheco, ex calciatore portoghese
- 1926 - Larisa Il'inična Vol'pert, scacchista russa († 2017)
- 1927 - Egon Günther, regista e sceneggiatore tedesco († 2017)
- 1927 - Elio Morselli, giurista italiano († 2017)
- 1927 - Francesco Pontone, politico e avvocato italiano († 2019)
- 1927 - Lino Rizzi, giornalista italiano († 2001)
- 1928 - Robert Badinter, avvocato e politico francese († 2024)
- 1928 - Mario Llamas, tennista messicano († 2014)
- 1928 - Chad Oliver, scrittore statunitense († 1993)
- 1928 - Tom Sharpe, scrittore inglese († 2013)
- 1928 - Carl Solomon, poeta e scrittore statunitense († 1993)
- 1928 - Diether de la Motte, compositore, teorico della musica e musicologo tedesco († 2010)
- 1929 - Richard Dysart, attore statunitense († 2015)
- 1929 - Peter Kuiper, attore olandese († 2007)
- 1929 - Il'ja Pjateckij-Šapiro, matematico israeliano († 2009)
- 1929 - István Rózsavölgyi, mezzofondista ungherese († 2012)
- 1930 - John Astin, attore e regista statunitense
- 1930 - Estella Blain, attrice e cantante francese († 1982)
- 1930 - Carla Cipriani, sceneggiatrice italiana († 2006)
- 1930 - Francesco Delpiano, presbitero, missionario e architetto italiano († 1972)
- 1930 - Petter Fauchald, calciatore norvegese († 2013)
- 1930 - Fedele Greco, calciatore e allenatore di calcio italiano († 2005)
- 1930 - Félix Guattari, psicanalista, filosofo e semiologo francese († 1992)
- 1930 - Rolf Harris, cantante, showman e pittore australiano († 2023)
- 1930 - Gaspare Palmeri, italiano († 1991)
- 1931 - Yoshimitsu Banno, regista, sceneggiatore e produttore cinematografico giapponese († 2017)
- 1931 - Stephanus Botha, pallanuotista sudafricano († 2017)
- 1931 - Roger Brunet, geografo francese
- 1931 - Nicola Corbascio, compositore, pianista e fisarmonicista italiano († 2008)
- 1931 - John Güttke, biatleta svedese († 2007)
- 1931 - Evelyn Lovequist, attrice e modella statunitense († 1996)
- 1931 - Amos Mariani, allenatore di calcio e calciatore italiano († 2007)
- 1931 - Claude Marin, fumettista francese († 2001)
- 1933 - Anna-Lisa, attrice norvegese († 2018)
- 1933 - Jean-Claude Brialy, attore, regista e sceneggiatore francese († 2007)
- 1933 - Laura Frausin Guarino, traduttrice italiana
- 1933 - Rubén Navarro, allenatore di calcio e calciatore argentino († 2003)
- 1933 - Gianfranco Pardi, pittore e scultore italiano († 2012)
- 1933 - Joe Ruby, animatore, produttore televisivo e montatore statunitense († 2020)
- 1933 - Ettore Stratta, produttore discografico e direttore d'orchestra italiano († 2015)
- 1934 - Mahmut Atalay, lottatore turco († 2004)
- 1934 - Charles E. Curran, presbitero e teologo statunitense
- 1934 - Gary Flandro, ingegnere statunitense
- 1934 - Hans Hollein, architetto austriaco († 2014)
- 1934 - James Keegstra, insegnante e politico canadese († 2014)
- 1934 - Rolf Rämgård, ex fondista svedese
- 1934 - Ion Tripșa, tiratore a segno romeno († 2001)
- 1935 - Giuseppe Frigo, avvocato e giurista italiano († 2019)
- 1935 - Willie Galimore, giocatore di football americano statunitense († 1964)
- 1935 - Erich Meier, calciatore tedesco († 2010)
- 1935 - David Mermin, fisico statunitense
- 1935 - Gordon Mumma, compositore statunitense
- 1935 - Federico Stella, giurista e avvocato italiano († 2006)
- 1936 - Luciano Alfieri, calciatore italiano († 2024)
- 1936 - Michel Balard, storico francese
- 1936 - Antonio Ballista, pianista italiano
- 1936 - Mark Burns, attore britannico († 2007)
- 1936 - Robert C. Jones, montatore e sceneggiatore statunitense († 2021)
- 1936 - László Magyar, ex nuotatore ungherese
- 1936 - Valerio Onida, costituzionalista italiano († 2022)
- 1937 - Santo Barbato, calciatore e allenatore di calcio italiano († 2017)
- 1937 - Warren Beatty, attore, produttore cinematografico e sceneggiatore statunitense
- 1937 - Pascal Ickx, ex pilota automobilistico e giornalista belga
- 1937 - Zé Celso, regista teatrale, attore e drammaturgo brasiliano († 2023)
- 1937 - Michel Modo, attore, comico e doppiatore francese († 2008)
- 1938 - Susi Berger, designer e artigiana svizzera († 2019)
- 1938 - Roberto Brunelli, religioso, scrittore e critico d'arte italiano († 2022)
- 1938 - Roberto Ciardi, storico dell'arte italiano
- 1938 - Geronimo II, monaco cristiano e arcivescovo ortodosso greco
- 1938 - Paul Hollingdale, conduttore radiofonico britannico († 2017)
- 1938 - Tadeusz Rakoczy, vescovo cattolico polacco
- 1938 - Klaus Schwab, economista tedesco
- 1939 - Donald Adamson, biografo, critico letterario e francesista britannico († 2024)
- 1939 - Jozef Bomba, calciatore cecoslovacco († 2005)
- 1939 - Luisa Debiasio Calimani, architetto e politica italiana
- 1939 - Robert Herbin, calciatore e allenatore di calcio francese († 2020)
- 1939 - Ratko Janev, fisico macedone († 2019)
- 1940 - Giorgio Cedolini, ex cestista italiano
- 1940 - Zuzanna Chwastek, cestista polacca († 2021)
- 1940 - Francesco Frigieri, giornalista e scrittore italiano († 1990)
- 1940 - Jerry Lucas, ex cestista statunitense
- 1940 - John Martis, ex calciatore scozzese
- 1940 - Julio Mattos, ex calciatore argentino
- 1940 - Uwe Timm, scrittore tedesco
- 1941 - Claudio Cinini, scenografo italiano
- 1941 - Graeme Edge, batterista inglese († 2021)
- 1941 - Elio Fontana, politico italiano († 2024)
- 1941 - Rubén Garcete, ex calciatore e dirigente sportivo paraguaiano
- 1941 - Sven Hamrin, ciclista su strada svedese († 2018)
- 1941 - Wolfgang Hofmann, judoka tedesco († 2020)
- 1941 - Antonio Maglio, giornalista italiano († 2007)
- 1941 - John Mitten, ex calciatore inglese
- 1941 - Mario Moriggi, calciatore italiano († 2016)
- 1941 - Uwe Mund, direttore d'orchestra austriaco
- 1941 - Wasim Sajjad, politico pakistano
- 1941 - Lars Svensson, ornitologo svedese
- 1941 - Ian Wilson, saggista britannico
- 1941 - André de Cortanze, dirigente sportivo, pilota automobilistico e progettista francese
- 1942 - Darko Bratina, politico e sociologo italiano († 1997)
- 1942 - Alva Colquhuon, ex nuotatrice australiana
- 1942 - Alessandro D'Ortenzi, criminale italiano († 2022)
- 1942 - Rubén Magdalena, calciatore argentino († 2002)
- 1942 - Giuseppe Marcenaro, scrittore e saggista italiano († 2024)
- 1942 - Christopher McGowan, paleontologo britannico
- 1942 - Jan Olsson, ex calciatore svedese
- 1942 - Cor Schuuring, ex pistard olandese
- 1942 - Shin Yung-kyoo, calciatore nordcoreano († 1996)
- 1942 - Alessandro Tessari, ex politico italiano
- 1942 - Kenneth Welsh, attore canadese († 2022)
- 1943 - Jim Craig, ex calciatore scozzese
- 1943 - Ian Gibson, calciatore scozzese († 2016)
- 1943 - Alberto Gozzi, drammaturgo e scrittore italiano
- 1943 - Jean-Louis Ravelomanantsoa, velocista malgascio († 2016)
- 1943 - José Vantolrá, ex calciatore messicano
- 1944 - Giorgio Carollo, politico italiano
- 1944 - Gabrielle Drake, attrice britannica
- 1944 - Maurizio Vandelli, cantante italiano
- 1945 - Eric Clapton, cantautore, chitarrista e compositore britannico
- 1945 - Ron Garvin, ex wrestler canadese
- 1945 - Shaler Halimon, cestista statunitense († 2021)
- 1945 - Fabio Isman, giornalista italiano
- 1945 - S.D. Jones, wrestler antiguo-barbudano († 2008)
- 1945 - Giuseppe Rotelli, avvocato, dirigente pubblico e imprenditore italiano († 2013)
- 1945 - Steve Zolotow, giocatore di poker statunitense
- 1946 - Gabrio Avanzati, politico italiano († 2002)
- 1946 - Enrico Bovone, cestista italiano († 2001)
- 1946 - Werner Friese, calciatore e allenatore di calcio tedesco orientale († 2016)
- 1946 - Dori Ghezzi, cantante italiana
- 1946 - Eoin Hand, allenatore di calcio e ex calciatore irlandese
- 1946 - Tony Hurt, ex canottiere neozelandese
- 1946 - Pekka Loiri, designer finlandese
- 1946 - Abdullah Namat, calciatore malaysiano († 2020)
- 1946 - Svein Erik Paulsen, ex pugile norvegese
- 1946 - Mario Pulvirenti, matematico italiano
- 1946 - Giacomo Puosi, ex velocista italiano
- 1946 - Arsenij Borisovič Roginskij, storico e bibliografo russo († 2017)
- 1947 - Roy Barth, ex tennista statunitense
- 1947 - Roberto Formigoni, ex politico italiano
- 1947 - Pierangelo Gergati, ex cestista italiano
- 1947 - Margarita Rodríguez, ex schermitrice cubana
- 1947 - Yūko Tsushima, scrittrice, saggista e critica letteraria giapponese († 2016)
- 1947 - Liliana Ursino, annunciatrice televisiva italiana († 2018)
- 1948 - Biri Biri, calciatore gambiano († 2020)
- 1948 - Justin Deas, attore televisivo statunitense
- 1948 - Richard Gotainer, cantante e comico francese
- 1948 - Eddie Jordan, imprenditore, dirigente sportivo e pilota automobilistico irlandese († 2025)
- 1948 - Mervyn Allister King, economista e banchiere britannico
- 1948 - Naomi Sims, modella, imprenditrice e attivista statunitense († 2009)
- 1949 - Francesco Amendola, politico e sindacalista italiano
- 1949 - Giovanni Amoroso, giurista italiano
- 1949 - Dana Gillespie, cantante e attrice britannica
- 1949 - Peter Kienast, bobbista e skeletonista austriaco († 1991)
- 1949 - Lene Lovich, cantante statunitense
- 1949 - Ray Magliozzi, conduttore radiofonico, attore e doppiatore statunitense
- 1949 - Eric Swinkels, ex tiratore a volo olandese
- 1950 - Janet Browne, storica e docente britannica
- 1950 - Joseph Cali, attore statunitense
- 1950 - Gerry Connolly, politico statunitense († 2025)
- 1950 - LaRue Martin, ex cestista statunitense
- 1950 - Robbie Coltrane, attore e comico britannico († 2022)
- 1950 - Wilner Nazaire, ex calciatore haitiano
- 1951 - Armando Ariostini, baritono italiano
- 1951 - Paolo Bessegato, attore e doppiatore italiano
- 1951 - Enrico Ghella, imprenditore italiano
- 1951 - John Gosden, allevatore britannico
- 1951 - Klaus-Jürgen Grünke, ex pistard tedesco
- 1951 - Ludwig Schuster, ex calciatore tedesco
- 1951 - Sergej Tereščenko, politico kazako († 2023)
- 1951 - Anton Tkáč, pistard cecoslovacco († 2022)
- 1952 - Jose Fuerte Advincula, cardinale e arcivescovo cattolico filippino
- 1952 - Elizabeth Astete, politica e diplomatica peruviana
- 1952 - Lorenzo Betassa, brigatista italiano († 1980)
- 1952 - Stuart Dryburgh, direttore della fotografia neozelandese
- 1952 - Janice Hahn, politica statunitense
- 1952 - Udo Horsmann, ex calciatore tedesco
- 1952 - Mikko Huhtala, ex lottatore finlandese
- 1952 - Françoise Lannoy, ex cestista belga
- 1952 - Patrizia Scodavolpe, ex cestista italiana
- 1952 - Yuichi Sonoda, goista giapponese
- 1953 - Cydney Bernard, produttrice cinematografica statunitense
- 1953 - David Butler, ex calciatore inglese
- 1953 - Alfredo Meocci, dirigente pubblico, politico e giornalista italiano († 2025)
- 1953 - Igor' Putin, imprenditore e banchiere russo
- 1953 - Manrico Vaiani, allenatore di pallacanestro italiano († 2024)
- 1953 - Nelo Vingada, allenatore di calcio e ex calciatore portoghese
- 1954 - Renato Accorinti, attivista e politico italiano
- 1954 - Brian Phillips, ex nuotatore canadese
- 1954 - Bernd Saxe, politico tedesco
- 1955 - Graham Bell, ex calciatore inglese
- 1955 - Ugo Conti, attore italiano
- 1955 - Rhonda Jo Petty, ex attrice pornografica statunitense
- 1955 - Buichi Terasawa, fumettista giapponese († 2023)
- 1955 - Randy VanWarmer, cantautore statunitense († 2004)
- 1955 - Yoo Il-ho, politico sudcoreano
- 1956 - Frank Baum, allenatore di calcio e ex calciatore tedesco orientale
- 1956 - Vladimir Denissenkov, fisarmonicista e compositore russo
- 1956 - Christian Duguay, regista canadese
- 1956 - Teresa Font, montatrice spagnola
- 1956 - Ireneusz Mulak, ex cestista polacco
- 1956 - Juanito Oiarzabal, alpinista e scrittore spagnolo
- 1956 - Paul Reiser, comico, attore e scrittore statunitense
- 1956 - Shahla Sherkat, giornalista e scrittrice iraniana
- 1957 - Doug Burke, ex pallanuotista statunitense
- 1957 - Debra Byrne, cantante e attrice australiana
- 1957 - Maria Calegari, ex ballerina statunitense
- 1957 - Filippo Grandi, diplomatico italiano
- 1957 - Péter Hannich, ex calciatore ungherese
- 1957 - Elena Vladimirovna Kondakova, cosmonauta e politica russa
- 1957 - Michael Lehmann, regista statunitense
- 1957 - Noángel Luaces, ex cestista cubano
- 1957 - Carlos Romano, ex cestista e allenatore di pallacanestro argentino
- 1957 - Mona Seefried, attrice austriaca
- 1957 - Johnny Wickström, pilota motociclistico finlandese
- 1958 - Frank Andriat, scrittore, romanziere e insegnante belga
- 1958 - Riccardo Canesi, ex politico e geografo italiano
- 1958 - Bjarte Flem, ex calciatore norvegese
- 1958 - Felice Garzilli, ex calciatore italiano
- 1958 - Markus Hinterhäuser, pianista austriaco
- 1958 - Ivo Jerolimov, ex calciatore jugoslavo
- 1958 - Maurice LaMarche, doppiatore canadese
- 1958 - Gian Marco Remondina, allenatore di calcio e ex calciatore italiano
- 1958 - Mike Rotunda, ex wrestler statunitense
- 1959 - Andrew Bailey, banchiere britannico
- 1959 - Kevin Brooks, scrittore britannico
- 1959 - Martina Cole, scrittrice britannica
- 1959 - Maria Monica Donato, storica dell'arte italiana († 2014)
- 1959 - Julianna Lisziewicz, ex cestista ungherese
- 1959 - Curzio Maltese, giornalista, scrittore e politico italiano († 2023)
- 1959 - Sabine Meyer, clarinettista tedesca
- 1959 - Gerard Plessers, ex calciatore belga
- 1959 - Matthew Scully, giornalista e scrittore statunitense
- 1960 - Giovanni Arruzzolo, politico italiano
- 1960 - Luigi Ciarlantini, allenatore di calcio e ex calciatore italiano
- 1960 - Péter Disztl, ex calciatore ungherese
- 1960 - Marcel Freeman, ex tennista statunitense
- 1960 - Laurie Graham, ex sciatrice alpina canadese
- 1960 - Bill Johnson, sciatore alpino statunitense († 2016)
- 1960 - Michael McGrady, attore statunitense
- 1960 - Christoph M. Ohrt, attore tedesco
- 1960 - Loris Stecca, ex pugile italiano
- 1960 - Pavan Sukhdev, ambientalista e economista indiano
- 1961 - Petr Blažek, ex pentatleta cecoslovacco
- 1961 - Jörg Burow, ex arbitro di calcio e ex calciatore tedesco
- 1961 - Li Chevalier, artista, pittrice e scultrice cinese
- 1961 - Constanța Fotescu, ex cestista rumena
- 1961 - Maria Maricich, ex sciatrice alpina statunitense
- 1961 - Roberto Simón, ex cestista cubano
- 1961 - Mike Thackwell, ex pilota automobilistico neozelandese
- 1962 - Mark Begich, politico statunitense
- 1962 - Adrianna Biedrzyńska, attrice polacca
- 1962 - Greg Capullo, fumettista e illustratore statunitense
- 1962 - Marc Crépon, filosofo francese
- 1962 - MC Hammer, rapper e ballerino statunitense
- 1962 - Andrea Liberovici, compositore, regista e cantautore italiano
- 1962 - Manuel Matias, ex maratoneta portoghese
- 1962 - Isabella Micheli, ex danzatrice su ghiaccio italiana
- 1962 - Yōko Ogawa, scrittrice giapponese
- 1962 - Adriano Paroli, politico italiano
- 1962 - Alette Pos, ex hockeista su prato olandese
- 1962 - Claudia Razzi, doppiatrice e direttrice del doppiaggio italiana
- 1962 - Andrew Russell, XV duca di Bedford, nobile inglese
- 1962 - Gary Stevens, ex calciatore e allenatore di calcio inglese
- 1963 - Mauro Bonino, ex cestista e allenatore di pallacanestro italiano
- 1963 - Lomas Brown, ex giocatore di football americano statunitense
- 1963 - Víctor Coreas, ex calciatore salvadoregno
- 1963 - Cahiagijn Ėlbėgdorž, politico mongolo
- 1963 - Luc Foisneau, filosofo francese
- 1963 - Massimo Fusarelli, religioso italiano
- 1963 - Kari-Pekka Klinga, ex cestista finlandese
- 1963 - Oleksij Mychajlyčenko, dirigente sportivo, allenatore di calcio e ex calciatore ucraino
- 1963 - Maksim Pežemskij, regista russo
- 1963 - Marinella Signori, ex velocista italiana
- 1963 - Panagiōtīs Tsalouchidīs, allenatore di calcio e ex calciatore greco
- 1963 - Graziano Vinti, allenatore di calcio e ex calciatore italiano
- 1964 - Abu Anas al-Libi, terrorista libico († 2015)
- 1964 - Vlado Božinovski, allenatore di calcio e ex calciatore macedone
- 1964 - Anastasio Carrà, politico italiano
- 1964 - Tracy Chapman, cantautrice e polistrumentista statunitense
- 1964 - Paolo Cimini, ex ciclista su strada italiano
- 1964 - Emanuele Dessì, politico italiano
- 1964 - Mauro Galvano, ex pugile italiano
- 1964 - Thomas Heinze, attore e produttore cinematografico tedesco
- 1964 - Chrīstos Koliantrīs, ex calciatore cipriota
- 1964 - Pierluigi Mingotti, bassista italiano
- 1964 - Christophe Robert, ex calciatore francese
- 1964 - Nicolaas Runderkamp, ex calciatore e ex giocatore di calcio a 5 olandese
- 1964 - Ian Ziering, attore statunitense
- 1965 - Jacqueline Börner, ex pattinatrice di velocità su ghiaccio tedesca
- 1965 - Mario Donnini, giornalista e scrittore italiano
- 1965 - Juliet Landau, attrice e doppiatrice statunitense
- 1965 - Piers Morgan, giornalista e conduttore televisivo britannico
- 1965 - Karel Nováček, ex tennista ceco
- 1966 - Vincenzo Amato, attore italiano
- 1966 - Nicola Barker, scrittrice britannica
- 1966 - Joey Castillo, batterista statunitense
- 1966 - Jorge Cruz, ex calciatore colombiano
- 1966 - Massimiliano Forza, compositore, contrabbassista e scrittore italiano
- 1966 - Efstratios Grivas, scacchista greco
- 1966 - Philippe Lellouche, attore, regista e conduttore televisivo israeliano
- 1966 - Melanie Palenik, ex sciatrice freestyle statunitense
- 1966 - Dmitrij Volkov, nuotatore sovietico († 2025)
- 1966 - Leonid Vološin, ex triplista e lunghista russo
- 1966 - Sieglinde Winkler, ex sciatrice alpina austriaca
- 1967 - Albert-László Barabási, fisico e informatico ungherese
- 1967 - Christopher Bowman, pattinatore artistico su ghiaccio statunitense († 2008)
- 1967 - James Cardona, ex calciatore colombiano
- 1967 - Megumi Hayashibara, doppiatrice e cantante giapponese
- 1967 - Mariana Ilieva, ex cestista bulgara
- 1967 - Tore Krogstad, ex calciatore norvegese
- 1967 - Nagesh Kukunoor, regista, sceneggiatore e produttore cinematografico indiano
- 1967 - Julie Richardson, ex tennista neozelandese
- 1967 - Steven Vandeput, politico belga
- 1967 - James Williams, ex giocatore di football americano statunitense
- 1968 - Patrick Bach, attore e doppiatore tedesco
- 1968 - Connie Cole, ex cestista statunitense
- 1968 - Donna D'Errico, attrice, imprenditrice e modella statunitense
- 1968 - Céline Dion, cantante canadese
- 1968 - Roland Kickinger, culturista e attore austriaco
- 1968 - Gilson Kleina, allenatore di calcio brasiliano
- 1968 - Diego Trepin, ex ciclista su strada italiano
- 1968 - Paul Vrind, cestista olandese († 2009)
- 1969 - Ara Ayvazyan, politico e diplomatico armeno
- 1969 - Troy Bayliss, pilota motociclistico australiano
- 1969 - Rosa D'Amato, politica italiana
- 1969 - Nuša Derenda, cantante slovena
- 1969 - Keith Holmes, pugile statunitense
- 1969 - Lex Medlin, attore statunitense
- 1969 - Richard Rawlings, imprenditore statunitense
- 1970 - Rodrigo Barrera, ex calciatore cileno
- 1970 - Ricardo Bernal, tenore messicano
- 1970 - Eduardo Baptista, allenatore di calcio e ex calciatore brasiliano
- 1970 - Ronen Harazi, ex calciatore israeliano
- 1970 - Tobias Hill, scrittore britannico († 2023)
- 1970 - Karim Ahmad Khan, avvocato britannico
- 1970 - Ruben Kruger, rugbista a 15 sudafricano († 2010)
- 1970 - Patrick Lachman, cantante e chitarrista statunitense
- 1970 - Haldor Lægreid, cantante norvegese
- 1970 - Tomomi Nakaonoda, giocatore di go giapponese
- 1970 - Jone Nikula, personaggio televisivo finlandese
- 1970 - Stéphane Ortelli, pilota automobilistico monegasco
- 1970 - Guglielmo Pagnozzi, sassofonista e clarinettista italiano
- 1970 - Camilo Romero, ex calciatore messicano
- 1971 - Trond Amundsen, allenatore di calcio norvegese
- 1971 - Teo Čizmić, dirigente sportivo, allenatore di pallacanestro e ex cestista croato
- 1971 - Mark Consuelos, attore statunitense
- 1971 - Fabrizio De Simone, pilota automobilistico italiano
- 1971 - Jamie Heward, ex hockeista su ghiaccio canadese
- 1971 - William Kiptum, ex maratoneta e ex mezzofondista keniota
- 1971 - Angelo Mastrandrea, giornalista e scrittore italiano
- 1971 - Carlton Myers, ex cestista italiano
- 1971 - Javier Pascual Llorente, ex ciclista su strada spagnolo
- 1971 - Andrea Pellegrini, scrittore e saggista italiano
- 1971 - Elena Zhemaeva, schermitrice e maestra di scherma azera
- 1972 - Carl Oskar Bøe Andersen, ex hockeista su ghiaccio norvegese
- 1972 - Mili Avital, attrice israeliana
- 1972 - José Eduardo Carrasco, ex calciatore cileno
- 1972 - Harlei, ex calciatore brasiliano
- 1972 - Olaf Lange, allenatore di pallacanestro tedesco
- 1972 - John Lozano, ex calciatore colombiano
- 1972 - Karel Poborský, dirigente sportivo e ex calciatore ceco
- 1972 - Loïc Serra, ingegnere francese
- 1972 - Emerson Thome, ex calciatore brasiliano
- 1973 - Brian Behlendorf, programmatore e dirigente d'azienda statunitense
- 1973 - Mubarak Mustafa, ex calciatore qatariota
- 1973 - Adam Goldstein, disc jockey statunitense († 2009)
- 1973 - Jan Koller, ex calciatore ceco
- 1973 - Øyvind Nordtveit, allenatore di calcio e ex calciatore norvegese
- 1973 - Marijo Osibov, allenatore di calcio e ex calciatore croato
- 1973 - Sophie von Saldern, ex cestista tedesca
- 1973 - Rachel Shabi, giornalista e scrittrice israeliana
- 1973 - Kareem Streete-Thompson, ex lunghista e velocista
- 1974 - Lorenza Arnetoli, ex cestista e allenatrice di pallacanestro italiana
- 1974 - Tomislav Butina, ex calciatore croato
- 1974 - Shaun Dooley, attore britannico
- 1974 - Igor Gluščević, ex calciatore montenegrino
- 1974 - Paola Iezzi, cantautrice, musicista e disc jockey italiana
- 1974 - Alexandru Ioanovici, ex nuotatore rumeno
- 1974 - Miho Komatsu, cantante giapponese
- 1974 - Maria Neculiță, ex ginnasta rumena
- 1974 - Tommaso Visentin, ex rugbista a 15, allenatore di rugby a 15 e telecronista sportivo italiano
- 1975 - Alija Bešić, ex calciatore bosniaco
- 1975 - Gianluca Capozzi, cantautore italiano
- 1975 - Lavard Evans, ex calciatore britannico
- 1975 - Paul Griffen, ex rugbista a 15, allenatore di rugby a 15 e personaggio televisivo neozelandese
- 1975 - Franck Jurietti, ex calciatore francese
- 1975 - Attilio Romanò, imprenditore italiano († 2005)
- 1975 - Bahar Soomekh, attrice iraniana
- 1975 - Daliborka Vilipić, ex cestista serba
- 1976 - Aziz Ben Askar, allenatore di calcio e ex calciatore francese
- 1976 - Bonobo, musicista e disc jockey britannico
- 1976 - Lillo Brancato, attore statunitense
- 1976 - Chris Canty, ex giocatore di football americano statunitense
- 1976 - Jessica Cauffiel, attrice statunitense
- 1976 - Aleksandr Charitonov, ex hockeista su ghiaccio russo
- 1976 - Ty Conklin, ex hockeista su ghiaccio statunitense
- 1976 - Bernardo Corradi, allenatore di calcio e ex calciatore italiano
- 1976 - Matt Doran, attore australiano
- 1976 - Alberto Fasulo, regista italiano
- 1976 - Carlos González Ferreira, ex calciatore paraguaiano
- 1976 - Angela Jackson, ex cestista statunitense
- 1976 - Ayako Kawasumi, doppiatrice giapponese
- 1976 - Mojca Kleva, politica slovena
- 1976 - Ratko Periš, allenatore di pallavolo e ex pallavolista croato
- 1976 - Märta Stenevi, politica svedese
- 1976 - Obadele Thompson, ex velocista barbadiano
- 1976 - Hamilton de Holanda, musicista e compositore brasiliano
- 1977 - Francesca Albanese, giurista italiana
- 1977 - Øyvind Bolthof, ex calciatore norvegese
- 1977 - Patrick Brammall, attore e sceneggiatore australiano
- 1977 - Abhishek Chaubey, regista, sceneggiatore e produttore cinematografico indiano
- 1977 - Jimmy Chérizier, criminale haitiano
- 1977 - Thomas Fig, ex calciatore danese
- 1977 - Marc Gicquel, allenatore di tennis e ex tennista francese
- 1977 - Simon Haworth, allenatore di calcio e ex calciatore gallese
- 1977 - Michael Jolley, allenatore di calcio inglese
- 1977 - Antonio Langella, ex calciatore italiano
- 1977 - Daniel Noriega, ex calciatore venezuelano
- 1977 - Aleksandar Stavrev, arbitro di calcio macedone
- 1978 - Teemu Aalto, hockeista su ghiaccio finlandese
- 1978 - Édouard Cissé, ex calciatore francese
- 1978 - Paweł Czapiewski, ex mezzofondista polacco
- 1978 - Eva Ganster, ex saltatrice con gli sci austriaca
- 1978 - Roberto Monzón, ex lottatore cubano
- 1978 - Chris Paterson, ex rugbista a 15 britannico
- 1978 - Mauricio Javier Rojas Toro, calciatore cileno
- 1978 - Dario Scherillo, italiano († 2004)
- 1978 - Christoph Spycher, dirigente sportivo e ex calciatore svizzero
- 1978 - Simon Webbe, cantante britannico
- 1978 - Yang Pu, ex calciatore cinese
- 1979 - Grido, rapper e cantautore italiano
- 1979 - Elinton Andrade, giocatore di beach soccer e ex calciatore brasiliano
- 1979 - Jose Pablo Cantillo, attore statunitense
- 1979 - Stéphane Grichting, ex calciatore svizzero
- 1979 - Thierry Gueorgiou, orientista francese
- 1979 - Pete Holmes, comico, attore e produttore televisivo statunitense
- 1979 - Laura Huhtasaari, politica finlandese
- 1979 - Norah Jones, cantautrice, polistrumentista e attrice statunitense
- 1979 - Gennadiy Laliyev, ex lottatore kazako
- 1979 - Adriana Lastra, politica spagnola
- 1979 - Anita Pádár, ex calciatrice e ex giocatrice di calcio a 5 ungherese
- 1979 - Boris Popović, pallanuotista serbo
- 1979 - Adrian Pulis, ex calciatore maltese
- 1979 - Xosé Barato, attore e conduttore televisivo spagnolo
- 1979 - Danilo Santarsiero, ex bobbista italiano
- 1979 - Karim Souchu, ex cestista francese
- 1979 - Travis Taylor, ex giocatore di football americano statunitense
- 1979 - Anatolij Tymoščuk, ex calciatore ucraino
- 1979 - Ivana Večeřová, ex cestista ceca
- 1979 - Martijn Westerholt, pianista, tastierista e compositore olandese
- 1979 - Claudia Zanella, attrice italiana
- 1980 - Maria Concetta Cacciola, italiana († 2011)
- 1980 - Catarina Camufal, ex cestista angolana
- 1980 - Bibiano Fernandes, artista marziale misto brasiliano
- 1980 - Orion Garo, ex cestista albanese
- 1980 - Slavčo Georgievski, ex calciatore macedone
- 1980 - Fiona Gubelmann, attrice statunitense
- 1980 - Karina LeBlanc, ex calciatrice canadese
- 1980 - Katrine Lunde Haraldsen, pallamanista norvegese
- 1980 - Kristine Lunde-Borgersen, ex pallamanista norvegese
- 1980 - Ricardo Osorio, ex calciatore messicano
- 1980 - Andrea Pecile, ex cestista, allenatore di pallacanestro e dirigente sportivo italiano
- 1980 - Dmitrij Poljanin, ex calciatore russo
- 1980 - Mauricio Vila Dosal, politico e avvocato messicano
- 1980 - Brooke Wyckoff, ex cestista e allenatrice di pallacanestro statunitense
- 1980 - Dragan Šolak, scacchista serbo
- 1981 - Danildo Accioly, allenatore di calcio e ex calciatore brasiliano
- 1981 - Hanna Etula, tiratrice a volo finlandese
- 1981 - Elias Fälth, hockeista su ghiaccio svedese
- 1981 - Dainis Kazakevičs, allenatore di calcio e dirigente sportivo lettone
- 1981 - Julija Lapšynova, ex cestista ucraina
- 1981 - Jens-Erik Madsen, ex pistard danese
- 1981 - Andrea Masi, allenatore di rugby a 15 e ex rugbista a 15 italiano
- 1981 - Katy Mixon, attrice statunitense
- 1981 - Sergej Mozjakin, hockeista su ghiaccio russo
- 1981 - Joseph Ngwenya, ex calciatore zimbabwese
- 1981 - Harrysong, cantante nigeriano
- 1981 - Cesare Pizzirani, nuotatore italiano
- 1982 - Gustavo Canales, allenatore di calcio e ex calciatore cileno
- 1982 - Christopher Del Bosco, sciatore freestyle canadese
- 1982 - Jason Dohring, attore statunitense
- 1982 - Sara Ferranti, doppiatrice italiana
- 1982 - Mark Alexander Hudson, allenatore di calcio e ex calciatore inglese
- 1982 - Jiří Lipták, tiratore a volo ceco
- 1982 - A-Trak, disc jockey e produttore discografico canadese
- 1982 - Philippe Mexès, ex calciatore francese
- 1982 - Andrea Oliverio, velocista italiano
- 1982 - Francesco Pieri, ex pallavolista italiano
- 1982 - Kevon Pierre, velocista trinidadiano
- 1982 - Javier Portillo, ex calciatore spagnolo
- 1982 - Aleksandra Socha, schermitrice polacca
- 1982 - Eneda Tarifa, cantante albanese
- 1982 - Omar Torri, ex calciatore italiano
- 1982 - Sabrina, cantante portoghese
- 1983 - Jérémie Aliadière, ex calciatore francese
- 1983 - Daouda Diakité, ex calciatore burkinabé
- 1983 - Benson Egemonye, ex cestista nigeriano
- 1983 - Sean Garrett, cantautore e produttore discografico statunitense
- 1983 - James Goddard, ex nuotatore britannico
- 1983 - Zach Gowen, wrestler statunitense
- 1983 - Melvin Guillard, artista marziale misto statunitense
- 1983 - Margaret Hoelzer, ex nuotatrice statunitense
- 1983 - Britta Johansson Norgren, fondista svedese
- 1983 - Francesca Mari, ex pallavolista italiana
- 1983 - Patrick Murphy, politico statunitense
- 1983 - Milan Nikolić, ex calciatore serbo
- 1983 - Elvin Nuriyev, ex calciatore azero
- 1983 - Fabien Sanchez, ex pistard e ciclista su strada francese
- 1983 - Sarah Stevenson, taekwondoka britannica
- 1983 - Hebe Tien, cantante, attrice e conduttrice televisiva taiwanese
- 1983 - Yeom Ki-hun, allenatore di calcio e ex calciatore sudcoreano
- 1984 - Mario Ančić, allenatore di tennis e ex tennista croato
- 1984 - Lætitia Bambara, martellista francese
- 1984 - Eddy De Lépine, velocista francese
- 1984 - Yōko Makishita, schermitrice giapponese
- 1984 - Helena Mattsson, attrice svedese
- 1984 - Justin Moore, cantautore statunitense
- 1984 - Anna Nalick, cantautrice statunitense
- 1984 - Macarena Reyes, lunghista e multiplista cilena
- 1984 - Filip Rýdel, ex calciatore ceco
- 1984 - Cameron Shepherd, rugbista a 15 australiano
- 1984 - Álvaro Silva, ex calciatore spagnolo
- 1984 - Samantha Stosur, ex tennista australiana
- 1984 - Marcos Tavares, dirigente sportivo e ex calciatore brasiliano
- 1984 - Carmine Tommasone, pugile italiano
- 1984 - Amanda Vázquez, pallavolista portoricana
- 1984 - Laurent Walthert, ex calciatore svizzero
- 1985 - Boris Akopov, regista russo
- 1985 - Mário Claúdio Nogueira Carreiras, ex giocatore di calcio a 5 portoghese
- 1985 - Russell Carter, ex cestista statunitense
- 1985 - Filipe Duarte, calciatore portoghese
- 1985 - Marco Frapporti, ex ciclista su strada italiano
- 1985 - Aleksandar Jevtić, ex calciatore serbo
- 1985 - Anna Jochemsen, sciatrice olandese
- 1985 - Andrea Luci, ex calciatore italiano
- 1985 - Giacomo Ricci, pilota automobilistico italiano
- 1985 - Abdallah Sharif, ex calciatore libico
- 1985 - Emilio Sánchez Fuentes, ex calciatore spagnolo
- 1986 - Beni, cantante giapponese
- 1986 - Milton Benítez, ex calciatore paraguaiano
- 1986 - Edgar Bernhardt, calciatore kirghiso
- 1986 - Grégory Bettiol, ex calciatore francese
- 1986 - Manuel Bompard, politico francese
- 1986 - Tyrone Brazelton, ex cestista statunitense
- 1986 - Mieke Cabout, pallanuotista olandese
- 1986 - Gary Coulibaly, ex calciatore francese
- 1986 - Ryan Donk, ex calciatore olandese
- 1986 - Tessa Ferrer, attrice statunitense
- 1986 - Andreas Lutz, ex hockeista su ghiaccio italiano
- 1986 - Jamie McDonnell, pugile inglese
- 1986 - Sergio Ramos, calciatore spagnolo
- 1986 - Elisabetta Ripani, politica italiana
- 1986 - Yanelis Santos, pallavolista cubana
- 1986 - Rudeejay, disc jockey, produttore discografico e conduttore radiofonico italiano
- 1986 - Žygis Šeštokas, ex cestista lituano
- 1987 - Morgan Beck, modella, pallavolista e giocatrice di beach volley statunitense
- 1987 - Trent Beretta, wrestler statunitense
- 1987 - Aziz Bouhaddouz, ex calciatore marocchino
- 1987 - Davide Duca, rugbista a 15 italiano
- 1987 - Calum Elliot, ex calciatore scozzese
- 1987 - Hernán Galíndez, calciatore argentino
- 1987 - Dusty Good, calciatore americo-verginiano
- 1987 - Jenni Hiirikoski, hockeista su ghiaccio finlandese
- 1987 - Jam Hsiao, cantante e attore taiwanese
- 1987 - Bálint Korpási, lottatore ungherese
- 1987 - Danilo Lerda, calciatore argentino
- 1987 - Tomáš Majtán, calciatore slovacco
- 1987 - Miloš Obradović, allenatore di calcio e ex calciatore serbo
- 1987 - Pier Paolo Petroni, ex pentatleta italiano
- 1987 - Juan Pablo Pino, ex calciatore colombiano
- 1987 - Aleksandar Radović, ex pallanuotista montenegrino
- 1987 - Marc-Édouard Vlasic, ex hockeista su ghiaccio canadese
- 1987 - C.J. Wilson, giocatore di football americano statunitense
- 1988 - Capri Anderson, ex attrice pornografica statunitense
- 1988 - Andrei Bugneac, ex calciatore moldavo
- 1988 - Chou Tao, ginnasta cinese
- 1988 - Jordan Davis, cantante statunitense
- 1988 - John Fields, cestista statunitense
- 1988 - Zaur Kuramagomedov, lottatore russo
- 1988 - Armelie Lumanu, ex cestista della Repubblica Democratica del Congo
- 1988 - Andrés Matonte, arbitro di calcio uruguaiano
- 1988 - Athanasios Papazoglou, calciatore greco
- 1988 - Richard Sherman, ex giocatore di football americano statunitense
- 1988 - Lutfulla To'rayev, ex calciatore uzbeko
- 1988 - Nick Wieland, ex giocatore di football americano e allenatore di football americano tedesco
- 1988 - Larisa Yurkiw, ex sciatrice alpina canadese
- 1989 - Sandra Betschart, ex calciatrice svizzera
- 1989 - Roberta Giuliano, ex calciatrice e giocatrice di calcio a 5 italiana
- 1989 - Will Hudson, ex cestista statunitense
- 1989 - Finnur Justinussen, calciatore faroese
- 1989 - Liu Jiacen, cestista cinese
- 1989 - Keenan MacWilliam, attrice e cantante canadese
- 1989 - Adam McGeorge, calciatore neozelandese
- 1989 - Chris Sale, giocatore di baseball statunitense
- 1989 - Malte Schwarz, ex cestista tedesco
- 1989 - João Sousa, ex tennista portoghese
- 1989 - Ismo Vorstermans, ex calciatore olandese
- 1989 - Mathias Wittek, ex calciatore tedesco
- 1989 - Dejan Žigon, ex calciatore sloveno
- 1990 - Ahmed Abed, calciatore israeliano
- 1990 - Timur Baýjanov, calciatore kazako
- 1990 - Alaina Bergsma, pallavolista statunitense
- 1990 - Michal Březina, ex pattinatore artistico su ghiaccio ceco
- 1990 - Corey Cott, attore e cantante statunitense
- 1990 - Andrés Desábato, calciatore argentino
- 1990 - Leandro Luis Desábato, calciatore argentino
- 1990 - Fabricio Fontanini, ex calciatore argentino
- 1990 - Julia Ford, ex sciatrice alpina statunitense
- 1990 - Allie Gonino, attrice e cantante statunitense
- 1990 - Kristopher Johnson, pallavolista statunitense
- 1990 - Leonard Johnson, giocatore di football americano statunitense
- 1990 - Hiroki Kawano, calciatore giapponese
- 1990 - Lee Gi-kwang, cantante, attore e ballerino sudcoreano
- 1990 - Mikel Leshoure, giocatore di football americano statunitense
- 1990 - Liliu, calciatore brasiliano
- 1990 - Merveille Lukeba, attore della Repubblica Democratica del Congo
- 1990 - Emmanuel Mendy, ex calciatore senegalese
- 1990 - Mattia Minesso, calciatore italiano
- 1990 - Eleonora Prost, calciatrice italiana
- 1990 - Juankar, calciatore spagnolo
- 1990 - Rola, modella e personaggio televisivo giapponese
- 1990 - Cassie Scerbo, attrice e cantante statunitense
- 1990 - Ádám Simon, calciatore ungherese
- 1990 - András Simon, calciatore ungherese
- 1990 - Agostinho Soares, calciatore guineense
- 1990 - Rodney Strasser, calciatore sierraleonese
- 1990 - Bruno Taffy, giocatore di calcio a 5 brasiliano
- 1990 - Thomas Rhett, cantautore e paroliere statunitense
- 1991 - AronChupa, disc jockey, cantautore e produttore discografico svedese
- 1991 - Jonatan Bauman, calciatore argentino
- 1991 - Lynique Beneke, lunghista sudafricana
- 1991 - NF, rapper e compositore statunitense
- 1991 - Natoya Goule, mezzofondista giamaicana
- 1991 - Dato Marsagishvili, lottatore georgiano
- 1991 - Mārtiņš Meiers, cestista lettone
- 1991 - Joseph Mendes, calciatore guineense
- 1991 - Roderick Miranda, calciatore portoghese
- 1991 - Natacha Pérez, cestista argentina
- 1991 - Tadas Rinkunas, cestista lituano
- 1991 - Mikoi Sasaki, doppiatrice giapponese
- 1991 - Devin Street, giocatore di football americano statunitense
- 1991 - Gilles Sunu, calciatore francese
- 1991 - Salvi Sánchez, calciatore spagnolo
- 1992 - Stuart Armstrong, calciatore scozzese
- 1992 - Ketama126, rapper e produttore discografico italiano
- 1992 - Alhassane Bangoura, calciatore guineano
- 1992 - Anastasija Bodnaruk, scacchista russa
- 1992 - César de la Hoz, calciatore spagnolo
- 1992 - Cyril Errington, calciatore nicaraguense
- 1992 - Ólafur Karl Finsen, calciatore islandese
- 1992 - Sadie Gibbs, wrestler inglese
- 1992 - Frano Mlinar, calciatore croato
- 1992 - Palak Muchhal, cantante e filantropa indiana
- 1992 - Jannis Niewöhner, attore tedesco
- 1992 - Christoph Riegler, calciatore austriaco
- 1992 - Bob Schepers, calciatore olandese
- 1992 - Mino, rapper, cantautore e produttore discografico sudcoreano
- 1992 - Irina Staršenbaum, attrice russa
- 1992 - Johnny Walker, artista marziale misto brasiliano
- 1993 - Adlan Akiev, lottatore russo
- 1993 - Ron Baker, ex cestista statunitense
- 1993 - Tera van Beilen, nuotatrice canadese
- 1993 - Emina Bektas, tennista statunitense
- 1993 - Maria Giulia Confalonieri, pistard e ciclista su strada italiana
- 1993 - Valerio Conti, ciclista su strada italiano
- 1993 - Nicolás Ferreyra, calciatore argentino
- 1993 - Casper von Folsach, ex pistard e ciclista su strada danese
- 1993 - Steven Green, cestista statunitense
- 1993 - Leslie Heráldez, calciatore panamense
- 1993 - Philipp Hofmann, calciatore tedesco
- 1993 - Ji Soo, attore sudcoreano
- 1993 - Álvaro Lemos, calciatore spagnolo
- 1993 - Maria Nomikou, pallavolista greca
- 1993 - José Antonio Delgado Villar, calciatore spagnolo
- 1993 - Julia Roth, ex sciatrice alpina canadese
- 1993 - Kyle Sinckler, rugbista a 15 britannico
- 1993 - Kiah Stokes, cestista statunitense
- 1993 - Joseph Tchako, calciatore francese
- 1993 - Paulo Teles, ex calciatore portoghese
- 1993 - Tim Väyrynen, calciatore finlandese
- 1993 - Anitta, cantante, attrice e ballerina brasiliana
- 1994 - Mevlan Adili, calciatore macedone
- 1994 - Alex Bregman, giocatore di baseball statunitense
- 1994 - Laurențiu Brănescu, calciatore rumeno
- 1994 - André Esterhuizen, rugbista a 15 sudafricano
- 1994 - Aleksej Evseev, calciatore russo
- 1994 - Son, calciatore spagnolo
- 1994 - Valentin Hristov, sollevatore bulgaro
- 1994 - Peter Jok, cestista sudsudanese
- 1994 - Oleksij Krasovs'kyj, fondista ucraino
- 1994 - Lukas Lekavičius, cestista lituano
- 1994 - Sam Magri, calciatore inglese
- 1994 - Laia Manzanares, attrice spagnola
- 1994 - Iōannīs Papapetrou, ex cestista greco
- 1994 - Almudena Amor, attrice e modella spagnola
- 1994 - Jonathan Joel Rodríguez, ex calciatore argentino
- 1994 - Yoeri Schoepen, cestista belga
- 1994 - Haruka Shimazaki, attrice giapponese
- 1994 - Donatas Tarolis, cestista lituano
- 1994 - Jetro Willems, calciatore olandese
- 1994 - L7nnon, rapper brasiliano
- 1995 - Simone Ashley, attrice britannica
- 1995 - Jihad Ayoub, calciatore libanese
- 1995 - Scott Fraser, calciatore scozzese
- 1995 - Tao Geoghegan Hart, ciclista su strada britannico
- 1995 - Vladimir Ghinaitis, calciatore moldavo
- 1995 - Ian Harkes, calciatore statunitense
- 1995 - Gaëtan Hendrickx, calciatore belga
- 1995 - Zay Jones, giocatore di football americano statunitense
- 1995 - Anna Moorhouse, calciatrice inglese
- 1995 - Jaime Moreno Ciorciari, calciatore venezuelano
- 1995 - Zabihillo O'rinboyev, calciatore uzbeko
- 1995 - Alice Ogebe, calciatrice nigeriana
- 1995 - Vinícius Rocha, giocatore di calcio a 5 brasiliano
- 1995 - Ivo Rodrigues, calciatore portoghese
- 1995 - Josh Sheehan, calciatore gallese
- 1995 - Thomas Smallwood, cestista francese
- 1995 - Arthur Szwarc, pallavolista canadese
- 1995 - Anders Trondsen, calciatore norvegese
- 1996 - Nayef Aguerd, calciatore marocchino
- 1996 - Jonathan Augustinsson, calciatore svedese
- 1996 - Aviv Avraham, calciatore israeliano
- 1996 - Alexander Berntsson, calciatore svedese
- 1996 - Dmytro Bezruk, ex calciatore ucraino
- 1996 - Leonardo Suárez, calciatore argentino
- 1996 - Harouna Sy, calciatore francese
- 1996 - Kevin Varga, calciatore ungherese
- 1996 - Thodōrīs Voulkidīs, pallavolista greco
- 1997 - Gideon Adlon, attrice statunitense
- 1997 - Leonardo Candi, cestista italiano
- 1997 - Younes Emami, lottatore iraniano
- 1997 - Aymerick Gally, schermidore francese
- 1997 - Matteo Gennaro, hockeista su ghiaccio canadese
- 1997 - Astemir Gordjušenko, calciatore russo
- 1997 - Feyza Sevil Güngör, attrice turca
- 1997 - Florent Hasani, calciatore kosovaro
- 1997 - Lauren Jenner, arbitro di rugby a 15 neozelandese
- 1997 - Cha Eun-woo, cantante, attore e modello sudcoreano
- 1997 - Simon Lorenz, calciatore tedesco
- 1997 - Admiral Schofield, cestista statunitense
- 1997 - Shervin Hajipour, cantante iraniano
- 1997 - Torjus Sleen, ex ciclista su strada norvegese
- 1997 - Bruno Tabata, calciatore brasiliano
- 1997 - Mohamed Touré, calciatore ivoriano
- 1997 - Vera Tschurtschenthaler, ex sciatrice alpina italiana
- 1997 - Nguyễn Xuân Son, calciatore brasiliano
- 1997 - Igor Zubeldia, calciatore spagnolo
- 1997 - Fernando Castro, calciatore brasiliano
- 1997 - David Štěpánek, calciatore ceco
- 1998 - Carlos Benavídez, calciatore uruguaiano
- 1998 - Ian Book, giocatore di football americano statunitense
- 1998 - Tomás Conechny, calciatore argentino
- 1998 - Christopher Godet, calciatore bahamense
- 1998 - Diogo Miguel Guedes Almeida, calciatore portoghese
- 1998 - Ji Hye-won, attrice sudcoreana
- 1998 - Wilhelm Loeper, calciatore svedese
- 1998 - Agnese Marteddu, doppiatrice italiana
- 1998 - Nacho Méndez, calciatore spagnolo
- 1998 - Matej Oravec, calciatore slovacco
- 1998 - Klara Perić, pallavolista croata
- 1999 - Larry Borom, giocatore di football americano statunitense
- 1999 - Adrián Butzke, calciatore spagnolo
- 1999 - Bryan Castrillón, calciatore colombiano
- 1999 - Kevin Doukoure, calciatore ivoriano
- 1999 - Frederico Duarte, calciatore portoghese
- 1999 - Pedro Soares, calciatore portoghese
- 1999 - Jaylen Hoard, cestista francese
- 1999 - Aiperi Medet Kyzy, lottatrice kirghisa
- 1999 - Carlos Manuel Martínez Castro, calciatore costaricano
- 1999 - João Pedro Neves Filipe, calciatore portoghese
- 1999 - Robert Perić-Komšić, calciatore croato
- 1999 - Tomás Sandoval, calciatore argentino
- 1999 - Michal Tomič, calciatore slovacco
- 1999 - Pranjala Yadlapalli, tennista indiana
- 1999 - Telma Ívarsdóttir, calciatrice islandese
- 2000 - Gustavo Assunção, calciatore brasiliano
- 2000 - Moïse Bombito, calciatore canadese
- 2000 - Boris Enow, calciatore camerunese
- 2000 - Diamanto Evripidou, ginnasta cipriota
- 2000 - Nicolas Gestin, canoista francese
- 2000 - Colton Herta, pilota automobilistico statunitense
- 2000 - Leonardo Lelo, calciatore portoghese
- 2000 - Kwenzokuhle Shinga, calciatore sudafricano
- 2000 - Alex Tolio, ciclista su strada italiano
- 2000 - Nathan Vandepitte, ciclista su strada francese
- 2000 - Elisabetta Vandi, velocista italiana
- 2000 - Max Warmerdam, scacchista olandese
- 2000 - Dan Williamson, canottiere neozelandese

## XXI secolo(25)
- 2001 - Anderson Contreras, calciatore venezuelano
- 2001 - Raymond Dennis, cestista statunitense
- 2001 - Sandra Escacena, attrice spagnola
- 2001 - Giovanni Franzoni, sciatore alpino italiano
- 2001 - Karlo Matković, cestista bosniaco
- 2001 - Evans Maurin, calciatore francese
- 2001 - Greekazo, rapper svedese
- 2001 - Anastasija Potapova, tennista russa
- 2001 - Kareem Queeley, cestista britannico
- 2001 - Rotem Tene, pistard e ciclista su strada israeliano
- 2002 - Alessio Miggiano, sciatore alpino svizzero
- 2002 - Killian Phillips, calciatore irlandese
- 2002 - Michał Rakoczy, calciatore polacco
- 2002 - Justin Robinson, velocista statunitense
- 2002 - Alisher Shukurov, calciatore tagiko
- 2002 - Grey Zabel, giocatore di football americano statunitense
- 2003 - Etienne Camara, calciatore francese
- 2003 - Miné de Klerk, pesista e discobola sudafricana
- 2004 - Richie Omorowa, calciatore svedese
- 2004 - Wilson Samaké, calciatore maliano
- 2005 - Santiago Fernández, calciatore argentino
- 2005 - Lautaro López, calciatore argentino
- 2006 - Jason Colby, saltatore con gli sci statunitense
- 2006 - Nikolett Pádár, nuotatrice ungherese
- 2007 - Federico Cinà, tennista italiano